# Reinhold Betzendörfer
Reinhold Betzendörfer (* 15. Oktober 1964) ist ein ehemaliger deutscher Fußballspieler und -funktionär.

## Sportlicher Werdegang
Betzendörfer spielte in der Jugend zunächst beim TSV Forstenried und dem FC Bayern München, ehe er sich dem Nachwuchsbereich der SpVgg Unterhaching anschloss. Dort rückte der Mittelfeldspieler 1983 in die in der Bayernliga antretende Wettkampfmannschaft auf, die regelmäßig um den Aufstieg in die 2. Bundesliga mitspielte. Als Meister der Spielzeit 1987/88 scheiterte er mit der Mannschaft in der Aufstiegsrunde hinter dem 1. FSV Mainz 05 und Viktoria Aschaffenburg. In der folgenden Saison wurde die Meisterschaft wiederholt, dieses Mal gelang hinter dem KSV Hessen Kassel als Zweiter vor dem SSV Reutlingen 05 und dem SV Edenkoben der Sprung in die Zweitklassigkeit. Unter den Trainern Karsten Wettberg und Jürgen Sundermann bestritt er im Verlauf der Spielzeit 1989/90 16 Saisonspiele, bei der 2:3-Niederlage gegen den SC Fortuna Köln am 27. Spieltag erzielte er sein einziges Zweitligator. Als Vizemeister der Bayernligasaison 1990/91 verpasste er mit der Mannschaft hinter dem TSV 1860 München die Aufstiegsrunde, nahm aber mit dem Klub an der Deutschen Amateurmeisterschaft 1991 teil. Als Gruppenzweiter hinter der SpVgg 07 Ludwigsburg verpasste er den Finaleinzug.
Als Rainer Adrion im Sommer 1991 das Cheftraineramt in Unterhaching übernahm, rückte Betzendörfer ins zweite Glied und wechselte trotz Wiederaufstiegs der Vorstädter zum Saisonende zum Bayernligisten SV Lohhof. Als Vizemeister der Spielzeit 1993/94 qualifizierte er sich mit dem Klub für die neu eingeführte drittklassige Regionalliga Süd. Mit dem Klub verpasste er dort am Ende der Spielzeit 1994/95 den Klassenerhalt, dabei hatte er 16 Saisonspiele bestritten. 1998 beendete er seine aktive Laufbahn.
Parallel zu seinen fußballerischen Aktivitäten beim SV Lohhof war Betzendörfer abseits das Spielfeldes weiterhin für die SpVgg Unterhaching tätig geblieben. Zunächst wechselte er als kaufmännischer Angestellter nach dem Zweitligaaufstieg 1989 von einer Bank an die Seite von Manager Norbert Hartmann, war er später als Geschäftsstellenleiter für den Spielbetrieb und die Stadionsicherheit im 1992 eröffneten Sportpark Unterhaching zuständig. Nachdem der finanziell geplagte Klub zum Erhalt der Lizenz für die dritte Liga Einschnitte auch auf der Geschäftsstelle vornehmen musste, trennte er sich Ende Mai 2014 von Betzendörfer.